# جيم نابير
جيم نابير (بالإنجليزية: Jim Napier)‏ هو لاعب كرة قاعدة أمريكي، ولد في 2 أغسطس 1938، وتوفي في 11 فبراير 2018.

## وصلات خارجية
- جيم نابير على موقعبيزبول رفرنس.كوم (الدوري الثانوي) (الإنجليزية)